# District of Columbia vs Heller
District of Columbia mot Heller är ett mål som USA:s högsta domstol tog upp 2008. Målet befäste medborgarnas rätt att äga vapen för privata ändamål, om än under vissa restriktioner. 
Målet rörde tekniskt sett endast det federala distriktet District of Columbia, men utvidgades med i stort sett samma rättsliga grund i målet Macdonald vs City of Chicago 2010 till att gälla även delstaterna. 
I korthet fastslogs att rimliga vapen, som handeldvapen och gevär av enklare karaktär, måste kunna erhållas genom lagligt avtal om inte trängande skäl föreligger, som exempelvis tidigare brottshistoria, psykisk sjukdom eller åldersgräns (i vapendebatten i USA förekommer ofta begränsningar om 20 eller 25 år, alltså över myndighetsåldern). Det redan 2008 utgångna förbudet mot militära vapen, den s.k. assault weapons ban, berördes inte och antas (om än omtvistat) vara inom statens tolkningsutrymme för lagliga begränsningar. Den långvariga uppfattningen att konstitutionens andra tillägg endast skyddar en rätt, eller praxis att som delaktig i milis bära vapen å statens eller folkets vägnar, alltså en kollektiv rättighet, förkastades därmed till förmån för en individuell rättighet. Det har därför både av praxiskäl och i termer av domens juridiska konsekvenser setts som ett av de mer kontroversiella fallen i modern amerikansk jurisprudens.
Majoritetsuppfattningen (5-4) författades av Antonin Scalia som ett av de viktigaste och (ironiskt, givet hans omtalat konservativa profil) mest banbrytande under hans nära 30 år i domstolen.